# Ulota morrisonensis
Ulota morrisonensis är en bladmossart som beskrevs av Horikawa och Noguchi 1937. Ulota morrisonensis ingår i släktet ulotor, och familjen Orthotrichaceae. Inga underarter finns listade i Catalogue of Life.